# 8232 Акірамідзуно
8232 Акірамідзуно (8232 Akiramizuno) — астероїд головного поясу, відкритий 26 жовтня 1997 року.
Тіссеранів параметр щодо Юпітера — 3,501.